# Union sportive de Zilimadjou
El US Zilimadjou es un equipo de fútbol de Comoras que juega en la Liga de Gran Comora, una de las ligas regionales que conforman la Primera División de las Comoras, la primera categoría de fútbol en el país.

## Historia
Fue fundado el 20 de octubre de 1983 en la capital Moroni luego de la fusión de los equipos Kingua Sport y Cosmos Stars.
Los años 1990 fueron bastante generosos para el club, ya que logra jugar cuatro finales de la Copa de las Comoras ganando dos de ellas, y en 1993 logra gana su primer título regional y clasifica por primera vez a la Primera División de las Comoras, logrando por primera vez ser campeón nacional.
En 1998 es campeón regional por segunda ocasión y en la fase final es campeón nacional por segunda ocasión.

## Palmarés
- Primera División de las Comoras: 6

1992–93, 1997–98, 2019–20, 2020–21, 2023–24, 2024–25
- Copa de las Comoras: 2

1994, 1995
- Liga de Gran Comora: 3

1993, 1998, 2020
- Torneo Interliga de Comoras: 1

2001
- Copa Wandzani: 1

2001

## Participación en competiciones de la CAF
| Temporada | Torneo                      | Ronda         | Club           | Casa | Visita | Global |
| --------- | --------------------------- | ------------- | -------------- | ---- | ------ | ------ |
| 2020/21   | Liga de Campeones de la CAF | Preliminar    | Jwaneng Galaxy | 1-1  | 0-4    | 1-5    |
| 2024/25   | Liga de Campeones de la CAF | Primera ronda | Enugu Rangers  | 0-1  | 1-1    | 1-2    |